# Joe Thornton
Joseph Eric Thornton (* 2. července 1979 London, Ontario, Kanada) je bývalý kanadský hokejový útočník, který odehrál v severoamerické lize NHL přes 1 700 utkání, většinu za San Jose Sharks. Ve své kariéře dosáhl mnoha individuálních, reprezentačních i klubových úspěchů.

## Hráčská kariéra

### Amatérský hokej
Thornton začínal hrát v nižších ligách ve svém rodném městě St. Thomas v provincii Ontario v Kanadě za tým St. Thomas Travelers. Za "A" tým Travelers hrál už v mládežnickém věku. Jeho tým vyhrál mládežnické mistrovství v Ontario Minor Hockey Association (OMHA) v sezóně 1992-93. Dorostenecký hokej hrál za AAA Elgin-Middlesex Chiefs v lize Minor Hockey Alliance v Ontariu v sezóně 1993-94 před odchodem zpět do jeho rodného města, kde hrál za juniorský "B" tým St. Thomas Stars v lize Ontario Hockey Association (OHA).

### Juniorská kariéra (1995–1997)
Thornton hrál hlavní kanadskou juniorskou ligu Ontario Hockey League (OHL) v týmu Sault Ste. Marie Greyhounds dvě sezóny počínaje sezónou 1995-96. Jako nováček si připsal 76 bodů, čímž si vysloužil cenu Emms Family Award pro nejlepšího nováčka sezóny OHL a cenu CHL Rookie of the Year pro nejlepšího nováčka Canadian Hockey League (CHL) sdružující kanadské juniorské ligy. V následující sezóně 1996-97 se Thornton zlepšil na 41 vstřelených gólů a 122 bodů s čímž skončil druhý v kanadském bodování ligy za Marcem Savardem z týmu Oshawa Generals a byl jmenován do 2. All-Star týmu OHL.

### Boston Bruins (1997–2005)
Po jeho druhé sezóně v OHL byl Thornton draftován na celkově prvním místě ve vstupním draftu NHL 1997 Bostonem Bruins. Bezprostředně poté přestoupil z juniorské ligy do Bostonu a v National Hockey League debutoval už v sezóně 1997-98. Nicméně vysoká očekávání přibrzdily zdravotní komplikace. První gól vstřelil 3. prosince 1997 při vítězství 3-0 nad Philadelphií Flyers. Svojí nováčkovskou sezónu dokončil se 7 body v 55 zápasech. V následující sezóně se Thornton zlepšil a připsal si 41 bodů v 81 zápasech plus dalších 9 bodů v 11 zápasech playoff. Postupně získával klíčovou roli v týmu, který se kolem něj začínal stavět. Tato role byla podtrhnuta Thorntonovým jmenováním do funkce kapitána týmu v sezóně 2002-03 ve které vystřídal Jasona Allisona, který po sezóně 2000-01 odešel do Los Angeles Kings. Thronton se za to odvděčil 101 kanadskými body se kterými skončil na třetím místě bodování ligy za Peterem Forsbergem a Markusem Näslundem a byl to jeho nejlepší výsledek u Bruins.
Po poklesu formy v další sezóně (73 bodů v 77 zápasech) 2003-04 odešel při výluce NHL hrát do Evropy. V Evropě hrál za švýcarský tým HC Davos v Nationallize A, kde hrál v útoku s mladým hvězdným kanadským hokejistou Rickem Nashem a Niklasem Hagmanem. Ve Švýcarsku vyhrál mistrovský titul.
NHL pokračovala sezónou 2005-06. Thornton byl omezeně volným hráčem a byl nešťastný z kritiky jeho hry a předčasného vypadnutí týmu v playoff 2004. Bez ohledu na to 11. srpna 2005 prodloužil s Bostonem smlouvu o 3 roky v hodnotě 20 miliónů amerických dolarů.
V polovině další sezóny byl 30. listopadu 2005 vyměněn ve velké výměně 4 hráčů do San Jose Sharks za Marca Sturma, Wayna Primeaua a Brada Stuarta. Thornton v té době vedl bodování týmu Bruins.

### San Jose Sharks (2005–2020)
Po přestěhování do San Jose se Thornton ukázal jako velký přínos a skvěle zapadl do útoku s křídelním útočníkem Jonathanem Cheechooem. V nepřítomnosti Alyna McCauleyho nahrazoval Thornton u Sharks tohoto hráče ve funkci náhradního kapitána. Po výměně si ve zbývajících 58 zápasech připsal 92 bodů. Příchod Thorntona pomohl Cheechooovi k Rocket Richard Trophy za 56 gólů a sám Thornton byl v čele ligy s 96 asistencemi a 125 kanadskými body, za což získal Art Ross Trophy pro nejproduktivnějšího hráče. V playoff se jeho produktivita snížila. Dosáhl 2 gólů a 9 bodů v 11 zápasech a Sharks vypadli ve druhém kole, za což se kritice nevyhnul ani Thornton. Po sezóně získal kromě již zmíněné Art Ross Trophy také Hart Memorial Trophy pro nejlepšího hráče sezóny NHL.
Sezónu 2006-07 zahájil už jako trvalý zástupce kapitána, ale zpočátku byl produktivní daleko méně než v předchozí sezóně a svůj první gól vstřelil až ve dvanáctém zápase sezóny. Nicméně se později ukázalo, že celou první polovinu sezóny hrál se zraněným prstem, který se zotavil až v lednu. Poté, co se uzdravil byl velmi produktivní v druhé polovině sezóny a soutěžil s Pittsburskou superstar Sidney Crosbym o druhé vítězství v kanadském bodování po sobě. Nakonec skončil druhý o 6 bodů za Crosbym se 114 kanadskými body. Thornton se stal teprve třetím hráčem v historii NHL, který dokázal dát ve dvou sezónách po sobě alespoň 90 asistencí. Před ním se to povedlo pouze Waynu Gretzkymu a Mariu Lemieuxovi. V playoff to vypadalo, že se Thortonovi konečně bude v této části sezóny dařit (na rozdíl od předešlých playoff), když si v prvním kole proti Nashvillu Predators připsal 6 asistencí (i když bez vstřelené branky) a Sharks postoupily do druhého kola. Tam hrály proti Detroitu Red Wings a v této sérii si v prvních třech zápasech připsal gól a 3 asistence. Poté byl, ale úspěšně bráněn detroitským Nicklasem Lidströmem v posledních třech zápasech série a vypadli poté opět ve druhém kole.
Po sezóně Thornton v týmu prodloužil smlouvu o 3 roky na 21 miliónů amerických dolarů a měl by tak v San Jose hrát do června 2011.
V sezóně 2007-08 skončil s 29 góly a 67 asistencemi (96 bodů) na 5. místě v bodování NHL.
V sezóně 2008-09 byl Thornton jmenován kapitánem Západní konference pro All-Star Game 2009 v Montrealu. V playoff Sharks prohráli v prvním kole s Anaheimem Ducks a Thornton přispěl v 6 zápasech 5 body za 1 gól a 4 asistence.
V červenci 2009 se Thornton stal naturalizovaným občanem Spojených států amerických při ceremoniálu v Campbellu v Kalifornii poblíž města San Jose.
Před sezónou 2009-10 získali Sharks Danyho Heatleyho z Ottawy Senators. Thornton, Heatley a Patrick Marleau k sobě zapadli do jednoho útoku. Byl to jednoznačně nejlepší útok v lize před olympijskou přestávkou. Thornton byl společně se svými spoluhráči Danem Boylem, Danym Heatlym a Patrickem Marleauem nominován na olympijské hry 2010 do týmu Kanady, se kterým vyhráli zlaté medaile. Po olympijské přestávce útok v produktivitě zpomalil, ale i přesto si Marleau připsal svůj osobní rekord se 44 góly. Thornton skončil druhý mezi nahrávači se 69 asistencemi a osmý v bodování s 89 kanadskými body. V playoff porazily Sharks v 1. kole Colorado Avalanche 4-2 na zápasy. Ve 2. kole porazily Detroit Red Wings, ale ve finále konference byli poraženi pozdějším vítězem Stanley Cupu - Chicagem Blackhawks.
7. října 2010 byl Thornton jmenován kapitánem týmu San Jose Sharks a 16. října 2010 opět prodloužil smlouvu o 3 roky na 21 miliónů amerických dolarů. To se opakovalo i 24. ledna 2014, kdy prodloužil smlouvu o další 3 roky.

### Toronto Maple Leafs (2020–2021)
18. října 2020 bylo oznámeno, že Thornton San Jose Sharks opouští po 15 letech a podepsal smlouvu s Toronto Maple Leafs.

### Florida Panthers (2021–2022)
13. srpna 2021 podepsal roční kontrakt s Floridou Panthers, po jehož vypršení oznámil v říjnu 2022 konec hráčské kariéry.

## Individuální úspěchy
- 1996 - OHL All-Rookie Team.
- 1996 - Nováček roku v CHL.
- 1996 - Emms Family Award pro nováčka roku v OHL.
- 1997 - OHL 2. All-Star Team.
- 2002, 2003, 2004, 2007, 2008, 2009 - NHL All-Star Game.
- 2006 - Art Ross Trophy.
- 2006 - Hart Memorial Trophy.
- 2006 - 1. All-Star Team NHL.
- 2003, 2008 - 2. All-Star Team NHL.
- 2005 - Nejužitečnější hráč NL A.
- 2005 - All-Star Tým MS.

## Týmové úspěchy
- 1997 - Zlato na MS juniorů (Kanada).
- 2004 - Zlato na SP (Kanada).
- 2004 - Spenglerův pohár (HC Davos).
- 2005 - Mistr Švýcarské ligy (HC Davos).
- 2007 - Stříbro na MS (Kanada).
- 2010 - Zlato na ZOH (Kanada).

## Prvenství
- Debut v NHL – 8. října 1997 (Phoenix Coyotes proti Boston Bruins)
- První gól v NHL – 3. prosince 1997 (Philadelphia Flyers proti Boston Bruins, americkému brankáři Garth Snow)
- První asistence v NHL – 25. ledna 1998 (Washington Capitals proti Boston Bruins)
- První hattrick v NHL – 1. března 2001 (Boston Bruins proti Tampa Bay Lightning)

## Klubová statistika
| Sezóna       | Klub                        | Soutěž       |      | Základní část | Základní část | Základní část | Základní část | Základní část |    | Play off | Play off | Play off | Play off | Play off |
| Sezóna       | Klub                        | Soutěž       | Z    | G             | A             | B             | TM            | Z             | G  | A        | B        | TM       |          |          |
| 1995–96      | Sault Ste. Marie Greyhounds | OHL          | 66   | 30            | 46            | 76            | 53            | 4             | 1  | 1        | 2        | 11       |          |          |
| 1996–97      | Sault Ste. Marie Greyhounds | OHL          | 59   | 41            | 81            | 122           | 123           | 11            | 11 | 8        | 19       | 24       |          |          |
| 1997–98      | Boston Bruins               | NHL          | 55   | 3             | 4             | 7             | 19            | 6             | 0  | 0        | 0        | 9        |          |          |
| 1998–99      | Boston Bruins               | NHL          | 81   | 16            | 25            | 41            | 69            | 11            | 3  | 6        | 9        | 4        |          |          |
| 1999–00      | Boston Bruins               | NHL          | 81   | 23            | 37            | 60            | 82            | —             | —  | —        | —        | —        |          |          |
| 2000–01      | Boston Bruins               | NHL          | 72   | 37            | 34            | 71            | 107           | —             | —  | —        | —        | —        |          |          |
| 2001–02      | Boston Bruins               | NHL          | 66   | 22            | 46            | 68            | 127           | 6             | 2  | 4        | 6        | 10       |          |          |
| 2002–03      | Boston Bruins               | NHL          | 77   | 36            | 65            | 101           | 109           | 5             | 1  | 2        | 3        | 4        |          |          |
| 2003–04      | Boston Bruins               | NHL          | 77   | 23            | 50            | 73            | 98            | 7             | 0  | 0        | 0        | 14       |          |          |
| 2004–05      | HC Davos                    | NLA          | 40   | 10            | 44            | 54            | 80            | 14            | 4  | 20       | 24       | 29       |          |          |
| 2005–06      | Boston Bruins               | NHL          | 23   | 9             | 24            | 33            | 6             | —             | —  | —        | —        | —        |          |          |
| 2005–06      | San Jose Sharks             | NHL          | 58   | 20            | 72            | 92            | 55            | 11            | 2  | 7        | 9        | 12       |          |          |
| 2006–07      | San Jose Sharks             | NHL          | 82   | 22            | 92            | 114           | 44            | 11            | 1  | 10       | 11       | 10       |          |          |
| 2007–08      | San Jose Sharks             | NHL          | 82   | 29            | 67            | 96            | 59            | 13            | 2  | 8        | 10       | 2        |          |          |
| 2008–09      | San Jose Sharks             | NHL          | 82   | 25            | 61            | 86            | 56            | 6             | 1  | 4        | 5        | 5        |          |          |
| 2009–10      | San Jose Sharks             | NHL          | 79   | 20            | 69            | 89            | 54            | 15            | 3  | 9        | 12       | 18       |          |          |
| 2010–11      | San Jose Sharks             | NHL          | 80   | 21            | 49            | 70            | 47            | 18            | 3  | 14       | 17       | 16       |          |          |
| 2011–12      | San Jose Sharks             | NHL          | 82   | 18            | 59            | 77            | 31            | 5             | 2  | 3        | 5        | 2        |          |          |
| 2012–13      | HC Davos                    | NLA          | 33   | 12            | 24            | 36            | 43            | —             | —  | —        | —        | —        |          |          |
| 2012–13      | San Jose Sharks             | NHL          | 48   | 7             | 33            | 40            | 26            | 11            | 2  | 8        | 10       | 2        |          |          |
| 2013–14      | San Jose Sharks             | NHL          | 82   | 11            | 65            | 76            | 32            | 7             | 2  | 1        | 3        | 8        |          |          |
| 2014–15      | San Jose Sharks             | NHL          | 78   | 16            | 49            | 65            | 30            | —             | —  | —        | —        | —        |          |          |
| 2015–16      | San Jose Sharks             | NHL          | 80   | 18            | 61            | 79            | 54            | 23            | 3  | 18       | 21       | 10       |          |          |
| 2016–17      | San Jose Sharks             | NHL          | 79   | 7             | 43            | 50            | 51            | 4             | 0  | 2        | 2        | 0        |          |          |
| 2017–18      | San Jose Sharks             | NHL          | 47   | 13            | 23            | 36            | 38            | —             | —  | —        | —        | —        |          |          |
| 2018–19      | San Jose Sharks             | NHL          | 73   | 16            | 35            | 51            | 20            | 19            | 4  | 6        | 10       | 6        |          |          |
| 2019–20      | San Jose Sharks             | NHL          | 70   | 7             | 24            | 31            | 34            | —             | —  | —        | —        | —        |          |          |
| 2020–21      | HC Davos                    | NLA          | 12   | 5             | 6             | 11            | 4             | —             | —  | —        | —        | —        |          |          |
| 2020–21      | Toronto Maple Leafs         | NHL          | 44   | 5             | 15            | 20            | 15            | 7             | 1  | 0        | 1        | 2        |          |          |
| 2021–22      | Florida Panthers            | NHL          | 34   | 5             | 5             | 10            | 10            | 1             | 0  | 0        | 0        | 0        |          |          |
| Celkem v OHL | Celkem v OHL                | Celkem v OHL | 125  | 71            | 127           | 198           | 176           | 15            | 12 | 9        | 21       | 35       |          |          |
| Celkem v NHL | Celkem v NHL                | Celkem v NHL | 1636 | 420           | 1089          | 1509          | 1248          | 179           | 31 | 102      | 133      | 122      |          |          |
| Celkem v NLA | Celkem v NLA                | Celkem v NLA | 73   | 22            | 68            | 90            | 123           | 14            | 4  | 20       | 24       | 29       |          |          |

## Reprezentace
| Rok                    | Tým                    | Soutěž                 | Z  | G  | A  | B  | TM |
| ---------------------- | ---------------------- | ---------------------- | -- | -- | -- | -- | -- |
| 1997                   | Kanada                 | MSJ                    | 7  | 2  | 2  | 4  | 0  |
| 2001                   | Kanada                 | MS                     | 6  | 1  | 1  | 2  | 6  |
| 2004                   | Kanada                 | SP                     | 6  | 1  | 5  | 6  | 0  |
| 2005                   | Kanada                 | MS                     | 9  | 6  | 10 | 16 | 4  |
| 2006                   | Kanada                 | ZOH                    | 6  | 1  | 2  | 3  | 0  |
| 2010                   | Kanada                 | ZOH                    | 7  | 1  | 1  | 2  | 0  |
| Juniorská reprezentace | Juniorská reprezentace | Juniorská reprezentace | 7  | 2  | 2  | 4  | 0  |
| Seniorská reprezentace | Seniorská reprezentace | Seniorská reprezentace | 41 | 12 | 21 | 33 | 10 |